# Bernard Lions
Bernard Lions, né le 23 avril 1970 à Barcelonnette (Alpes-de-Haute-Provence), est un journaliste sportif français.

## Biographie
Après un baccalauréat B (Économique et social) passé au Lycée André Honnorat de Barcelonnette, en 1988, il part à l'université d'Aix-en-Provence où il obtient une maîtrise en droit public, mention bien, quatre ans plus tard, puis un DEA en sciences politiques, en 1993.
La même année, il participe à un programme européen Erasmus. Cela lui permet de décrocher en parallèle un diplôme d'études de l'histoire des doctrines politiques européennes (DEHIDOP) à l'université de sciences politiques de Milan.
Il revient en France pour effectuer son service militaire. Après ses classes au 9e régiment de commandement et de soutien à Nantes, il rejoint le Service d'informations et de relations publiques des armées (SIRPA), établi aux Invalides, à Paris.
Affecté à la cellule de la Cinquantenaire, il se retrouve juché sur un car podium transformé en musée itinérant pour participer en tant qu'animateur de plage aux commémorations du cinquantième anniversaire de la Libération de la France (Normandie, Paris, Sud et Est de la France).
Une fois dégagé de ses obligations militaires, il commence sa carrière de journaliste au bi-hebdomadaire de football, But, en septembre 1994.
Il collabore également aux magazines Le Foot, Le Sport.
En février 1997, il intègre le grand quotidien sportif L'Équipe, en tant que vacataire.
Titularisé au sortir de la Coupe du monde de football de 1998 pour laquelle il avait signé un contrat à durée déterminée, il devient tour à tour rédacteur, reporter et grand reporter à la rubrique football.
Il a notamment déjà suivi sept Coupes du monde (1998, 2002, 2006, 2010, 2014, 2018, 2022), le tournoi de France (1997), une Coupe des confédérations (2003), huit Euros (1996, 2000, 2004, 2008, 2012, 2016, 2020, 2024) et une Copa America (2011).
À partir d'août 2005, il rejoint la bande de chroniqueurs football d'Eugène Saccomano dans l'émission sportive On refait le match, diffusé sur RTL et LCI.
Il intervient également comme éditorialiste humoriste dans l'émission du week-end de Stéphane Lelong, Un jour avec, diffusée sur L'Équipe TV, lors de la saison 2007-2008.
Au cours de la saison 2009-2010, il est chroniqueur dans l'émission 100 % Foot diffusée le dimanche soir sur M6, en alternance avec Vincent Duluc.
Depuis septembre 2008, il participe à l'émission d'Olivier Ménard « L'Équipe du Soir », sur L'Équipe TV (maintenant La chaîne L'Équipe), comme consultant sportif, où il est surnommé le "Docteur Love" de l'émission.
Le 2 janvier 2014, il publie 1 000 Maillots de Foot aux Éditions de la Martinière, ouvrage traduit en treize langues et diffusé dans vingt-deux pays, dont les États-Unis, la Chine et le Japon. Toujours en 2014, il sort Coupes du monde Inside aux éditions Tana, avec une préface de Michel Platini. Puis L'Année du Football 2014, 2015 et 2016 (éditions Calmann-Lévy), en collaboration avec Franck Le Dorze.
Spécialiste de l'AS Saint-Etienne, qu'il suit pour le journal L'Équipe, il écrit en 2015 La légende des Verts par ceux qui l'ont écrite (éditions Hugo Sport). En 2017, il collabore à l'autobiographie J'ai joué avec le feu de Jean-Francois Larios (Solar Editions), éditée ensuite en format poche. Au printemps 2021, il publie Derrière la porte verte (Solar Editions).
En novembre 2023 paraît le livre « Y a rien qui va mal » (en Exergue éditions), qui retrace la vie de Gervais Martel, président légendaire du RC Lens, auquel il apporte sa collaboration.
Le 24 mai 2024, il publie son premier roman "Le dernier verre" (en Exergue éditions).

## Ouvrages
- 1 000 maillots de foot (préf. Louis Nicollin), éditions La Martinière, 2 janvier 2014, 309 p. (ISBN 978-2732459844).
- Coupe du Monde Inside (préf. Michel Platini), éditions Tana, 24 avril 2014, 240 p. (ISBN 978-2845678859).
- avec Franck Le Dorze, L'Année du football 2015, éditions Calmann-Lévy, 2 septembre 2015, 120 p. (ISBN 978-2702158159).
- avec Franck Le Dorze, L'Année du football 2016, éditions Calmann-Lévy, 31 août 2016, 120 p. (ISBN 978-2702160404).
- Bruits de vestiaires, éditions Hugo Sport, 13 avril 2017, 126 p. (ISBN 978-2755633009).
- avec Jean-François Larios, Larios, j'ai joué avec le feu, éditions Solar, 16 novembre 2017, 336 p. (ISBN 978-2263152917).
- La légende des verts par ceux qui l'ont écrite, éditions Hugo Sport, 8 octobre 2020, 247 p. (ISBN 978-2755684650).
- Derrière la porte verte : Histoires secrètes de l'AS Saint-Etienne — 2000-2020, éditions Solar, 4 mars 2021, 432 p. (ISBN 978-2263174636).
- avec Gervais Martel, Y a rien qui va mal, éditions En exergue, 3 novembre 2023, 364 p. (ISBN 979-1097469351).
- Le Dernier verre, éditions En exergue, 24 mai 2024, 320 p. (ISBN 979-1097469443).